# 13. ročník udílení Zlatých glóbů
13. ročník udílení Zlatých glóbů se konal 23. února 1956 v klubu Cocoanut Grove v hotelu Ambassador v Los Angeles. Asociace zahraničních novinářů v Hollywoodu nedochovala seznam nominací a proto existuje pouze seznam vítězů. Poprvé v historii udělování cen byly oceněné televizní počiny. Italská herečka Anna Magnani byla prohlášená nejlepší herečkou. James Dean získal posmrtně zvláštní cenu za výkon ve filmu Na východ od ráje. V kategorii nejlepší zahraniční film bylo vítězných až pět snímků.

## Vítězové

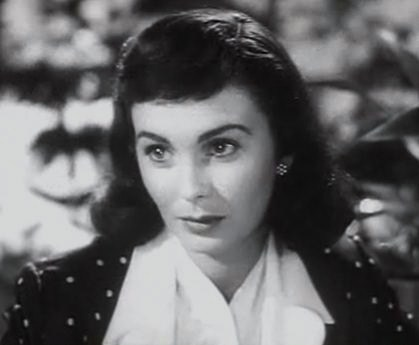
Nejlepší komediální herečka Jean Simmons

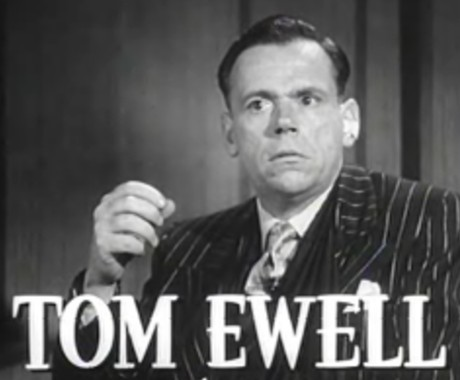
Nejlepší komediální herec Tom Ewell

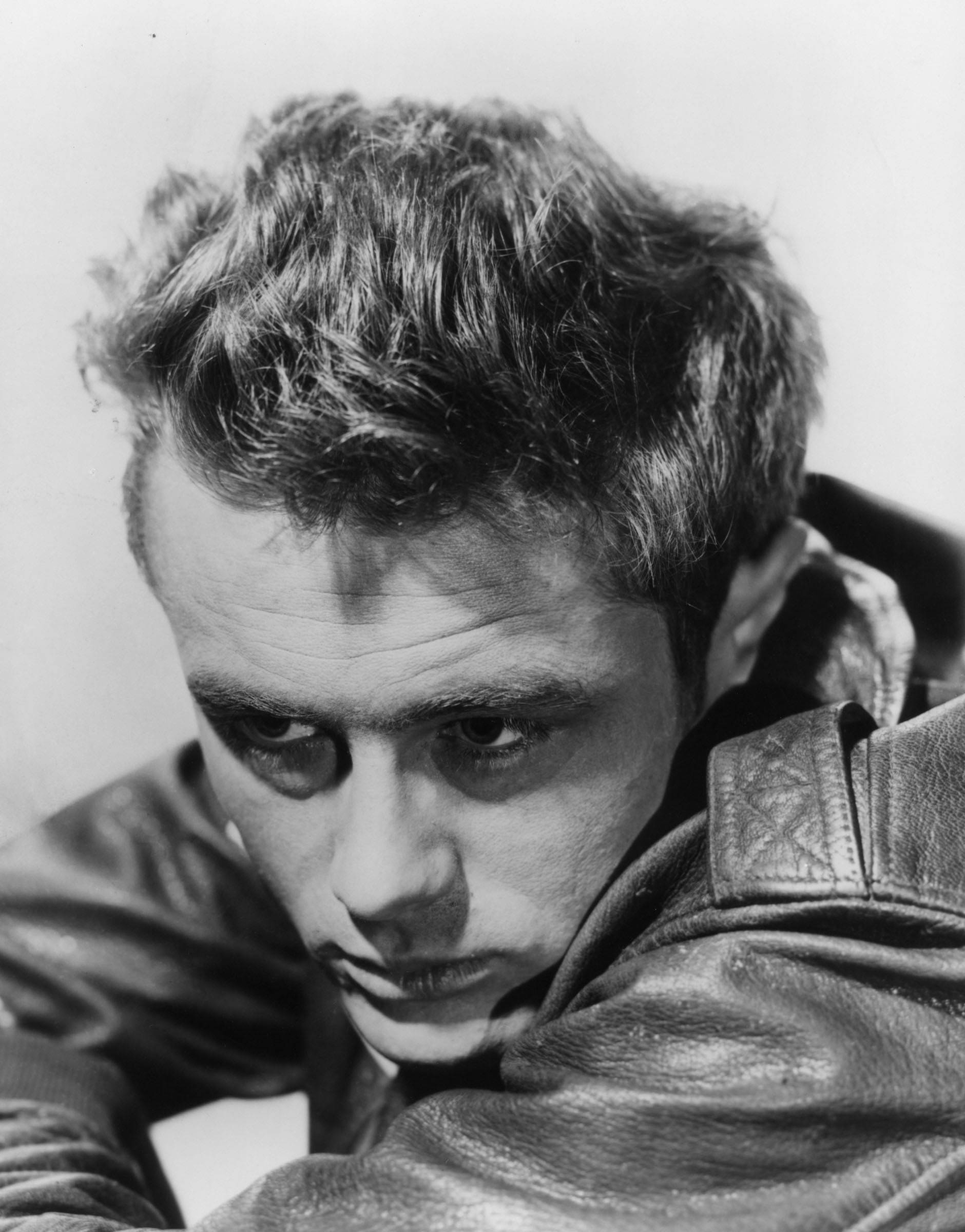
Jamesovi Deanovi byla posmrtně udělená Zvláštní cena

### Filmové počiny
Nejlepší film
- Na východ od ráje – producent Elia Kazan

Nejlepší režie
- Joshua Logan – Piknik u cesty

Nejlepší herečka (drama)
- Anna Magnani – The Rose Tattoo

Nejlepší herečka (komedie / muzikál)
- Jean Simmons – Frajeři a saze

Nejlepší herec (drama)
- Ernest Borgnine – Marty

Nejlepší herec (komedie / muzikál)
- Tom Ewell – Slaměný vdovec

Nejlepší herečka ve vedlejší roli
- Marisa Pavan – The Rose Tattoo

Nejlepší herec ve vedlejší roli
- Arthur Kennedy – Trial

Objev roku – herečka
- Anita Ekberg – Krvavá cesta
- Victoria Shaw – The Eddy Duchin Story
- Dana Wynter – The View From Pompey's Head

Objev roku – herec
- Ray Danton – I'll Cry Tomorrow
- Russ Tamblyn – Hit the Deck

Nejlepší zahraniční film
- Dangerous Curves – režie ???, Velká Británie
- Kodomo no me – režie Yoshiro Kawazu, Japonsko
- Kinder, Mütter und ein General – režie László Benedek, Západní Německo
- Stella – režie Michael Cacoyannis, Řecko
- Slovo – režie Carl Theodor Dreyer, Dánsko

Nejlepší film podporující porozumění mezi národy
- Je krásné lásku dát – režie Henry King

### Televizní počiny
- producent a herec Desi Arnaz a herečka Lucille Ball za show The American Comedy[2]
- herečka Dinah Shore za seriál Disneyland (epizoda Davy Crockett – Indian Fighter)[3]

### Zvláštní ocenění
Nejlepší exteriérový film
- Wichita – producent Walter Mirisch

Zvláštní cena – posmrtně
- James Dean za dramatický výkon ve filmu Na východ od ráje

Henrietta Award (Oblíbenci světového filmu)
- Grace Kelly
- Marlon Brando

Hollywood Citizenship Award
- Esther Williams

Cena Cecila B. DeMilla
- Jack L. Warner